# بلک (ویرجینیای غربی)
بلک (به انگلیسی: Black) یک منطقهٔ مسکونی در ایالات متحده آمریکا است که در ویرجینیای غربی واقع شده‌است. بلک ۹۵۵٫۸۶ متر بالاتر از سطح دریا واقع شده‌است.